# Phryganogryllacris sheni
Phryganogryllacris sheni är en insektsart som beskrevs av Niu, Y. och F-m. Shi 1999. Phryganogryllacris sheni ingår i släktet Phryganogryllacris och familjen Gryllacrididae. Inga underarter finns listade i Catalogue of Life.